# Асикайнен, Альфред
А́льфред Йо́хан Аси́кайнен (фин. Alfred Johan Asikainen; 2 ноября 1888 — 7 января 1942) — финский борец греко-римского стиля, призёр Олимпийских игр, чемпион мира.
Альфред Асикайнен родился в 1888 году в Выборге (Великое княжество Финляндское). В 1910 году он выиграл чемпионат Финляндии, а в 1911 стал чемпионом мира. В 1912 году он выступил на Олимпийских играх в Стокгольме. Его схватка с Мартином Клейном вошла в историю как самая длинная борцовская схватка на Олимпийских играх: она длилась 11 часов 40 минут (за вычетом пауз — 10 часов 15 минут). В итоге Альфред Асикайнен проиграл, и завоевал лишь бронзовую медаль.